# المصينعة (إب)

تعديل مصدري - تعديل

المصينعة محلة تابعة لقرية محضرة، التابعة لعزلة ريمان بمديرية إب إحدى مديريات محافظة إب في الجمهورية اليمنية.، بلغ تعداد سكانها 92 حسب تعداد اليمن لعام 2004.